# Giulio Cesare Silvagni
Cesare Silvagni (Sestri Ponente, 17 juin 1900 - Paris 7e, 5 mars 1984) est un écrivain, acteur et scénographe italien de langue française.

## Biographie
Le comte Silvagni, né au Vatican en 1900 dans une vieille famille aristocratique proche de la cour d'Italie, mais ruinée, participe à la Première Guerre mondiale comme engagé volontaire à 18 ans. Opposant de la première heure au fascisme, il quitte précipitamment l'Italie en 1923 et s'installe à Paris, pour poursuivre ses études de peinture. Là il fréquente Germaine Dulac (décors de L'Invitation au voyage), Antonin Artaud, et notamment Carl Theodor Dreyer pour lequel il dessine les décors de Vampyr. Il voyage au Brésil et dans les Caraïbes et réalise en 1934 un long métrage éponyme de sa nouvelle Adieu au Nord qui raconte une évasion du bagne de Cayenne avec pour décors et pour figurants le bagne et les bagnards eux-mêmes. Une grande partie de sa vie est déterminée à la fois par son goût pour les femmes et pour son aptitude innée à ne pas gagner d'argent.
En 1939, il s'engage à la légion étrangère française pour la durée de la guerre, rejoint les FFL en 1941 avec le 1er Étranger et combat pendant la Seconde Guerre mondiale avec la 13e demi-brigade en Afrique du nord, en Italie (Monte Cassino, prise de Rome), et en France (débarquement en Provence), est grièvement blessé à Dijon et termine la guerre en Alsace.
Dans les années 1950, il devient directeur d'une galerie d'art à Paris, critique d'art au Messager suisse et auteur de plusieurs pièces radiophoniques pour la RSR (Radio suisse romande), avec l'aide de sa dernière épouse, Nelly, originaire de Neuchâtel, et de son amie la journaliste Marie-Jeanne Viel.
En 1966, il joue dans le film La Prise de pouvoir par Louis XIV de Roberto Rossellini. Le réalisateur l'a choisi pour incarner Mazarin sans savoir qu'il engageait un descendant de l'abbé qui a été effectivement secrétaire du prélat italien.
Il ne cessera jamais de peindre et meurt à Paris en 1984, quelques années après une exposition rétrospective.
Il était titulaire de la Médaille Interalliée (1914-1918) et de la Croix des Combattants volontaires (1939-1945)

## L'écrivain
Dans un des livres de Silvagni, le narrateur dit qu’il est un Italien de formation culturelle française. Il s’agit évidemment de l'auteur, à voir sa connaissance parfaite de la langue française, et plus, son dérivé argotique, qu’il va jusqu’à enrichir par des apports de l’argot régional, corporatif, et notamment l'argot de la Légion : La Peau des mercenaires paru chez Gallimard en 1954 est entièrement écrit en argot de l'époque. Le style littéraire de Silvagni pour être essentiellement populaire et argotique, dans ses premières œuvres, a cette particularité pourtant d’être personnel, il ne ressemble pas à autre chose qu’à lui-même, on y trouve des constructions propres, son originalité peut causer parfois même quelque difficulté. Enfin la drôlerie y est permanente, et le vécu qu’il révèle est aussi riche que la vie de l'auteur lui-même et son aptitude à  voir ou à imaginer de façon « décalée ». C'est également le style très visuel d'un écrivain-peintre. Silvagni est resté un écrivain assez peu connu, ostracisé qu'il fut par la critique et le Tout Paris de l'époque, parce que plusieurs de ses romans et surtout les deux derniers étaient franchement érotiques, voire délibérément pornographique pour le dernier, paru chez Losfeld, éditeur à la réputation sulfureuse chez les bien-pensants des années 1960. Et aussi, simplement, parce que Silvagni se souciait fort peu de carrière et de notabilité.

## Œuvres

### Romans
- La Peau des mercenaires, préface de Marcel Sauvage, Gallimard, 1954
- La Forêt veuve, Laffont, 1958
- L'Eau du marigot, Laffont, 1959
- Sur un petit air de Naples, 1960
- La Légion marche sur Rome, Gallimard, 1961
- Manière noire, 1964
- Petits Touristes, Plon, coll. « Nuit blanche » no 16, 1967 ; réédition, Presse de la Cité, coll. « Punch » no 40, 1972
- L'Iconolâtre, Losfeld, 1970

### Nouvelles
Dans la revue Œuvres libres (ancienne série), (Fayard et Cie) :
- Itinéraire d’évasion no 3, choses vues, 1935
- Adieu au nord, 1936
- L’Enfant à la lucarne, 1937

## Portrait
Antoine Blondin trace son portrait dans Monsieur Jadis ou l'École du soir. Silvagni est en effet un des personnages de ce roman en grande partie autobiographique, qui fait revivre les nuits animées du Saint-Germain-des-Prés des années 1950.